# Cavasteron tenuicalcar
Cavasteron tenuicalcar is een spinnensoort in de taxonomische indeling van de mierenjagers (Zodariidae).
Het dier behoort tot het geslacht Cavasteron. De wetenschappelijke naam van de soort werd voor het eerst geldig gepubliceerd in 2000 door Barbara C. Baehr & Rudy Jocqué.